# Cuno Jeschke
Cuno Jeschke (* 4. Januar 1833 in Pförten; † nach 1893) war Kaufmann, Bergwerksbesitzer und Mitglied des Deutschen Reichstags.

## Leben
Jeschke besuchte das Gymnasium in Guben und widmete sich im Jahre 1849 in Leipzig der kaufmännischen Laufbahn und übernahm 1855 in Gemeinschaft mit seinem älteren Bruder, dem früheren Landtagsabgeordneten Heinrich Jeschke, die väterlichen Besitzungen und Geschäfte. Er betrieb in Pförten eine Brauerei mit Landwirtschaft, so wie in Teuplitz einen Braunkohlenbergbau und Dampfziegeleien. Weiter war er Mitglied der Handelskammer in Sorau und des Bezirks-Eisenbahnrats in Erfurt.
Von 1890 bis 1893 war er Mitglied des Deutschen Reichstags für den Wahlkreis Regierungsbezirk Frankfurt 8 Sorau, Forst und die Deutsche Freisinnige Partei.